# Onorata Rodiani
Onorata Rodiani (1403 – Castelleone, 1453) è stata una pittrice e militare italiana.

## Biografia
Onorata Rodiani era pittrice alla corte del marchese Cabrino Fondulo, a Castelleone nel 1450. Un giorno, nel respingere le molestie di un giovane cortigiano, prese un compasso e lo uccise. Per paura di Cabrino, la pittrice, una volta travestitasi da uomo, scappò. Trovò impiego presso una compagnia di ventura milanese.
Quando vi fu, a Castelleone da respingere l'invasione veneziana, la compagnia di Onorata fu chiamata a difendere il castello. Dopo aver eroicamente combattuto, fu colpita. Inutili i soccorsi all'ospedale di Castelleone. Appena prima di morire, Onorata pronunciò la famosa frase:
Venne poi sepolta con funerali solenni nella Chiesa Parrocchiale di Castelleone.

## Opere
- Nel palazzo Galeotti-Vertua, a Castelleone, si trova un suo affresco.